# Nagy Cili (költő)
Nagy Cili (Budapest, 1977. július 7. –) magyar költő.

## Élete
Szülei: Nagy Zoltán és Molnár Katalin.
1995-2000 között a Juhász Gyula Tanárképző Főiskola hallgatója volt. 2000-2002 között a Szegedi Tudományegyetem Bölcsészettudományi Karán tanult.
A Stádium Fiatal Írók Körében kezdte pályafutását. 1996 óta jelennek meg versei. 2000-ben az Új Átlók Művészeti Társaság alapító tagja volt.

## Művei
- Lépcsők a csendbe. Benyovszky Anita, Iván Ivett, Nagy Cili, Oravecz Péter, Pacziga Andrea, Rózsássy Barbara, Sinkó Kriszta és Szentmártoni János költői antológiája; szerk., utószó Kárpáti Kamil; Stádium, Bp., 1996
- Apollónsziluett. Versek; Studium, Bp., 1997
- Huszonötödik óra. Benyovszky Anita, Grecsó Krisztián, Kleinheincz Csilla, Kovács Judit, Nagy Cili, Pacziga Andrea, Renczes Cecília és Rózsássy Barbara költői antológiája; szerk. Kárpáti Kamil; Stádium, Bp., 1997
- Halottak pedig nincsenek. Versek; Stádium, Bp., 1999
- Holdfény utca tizenhat; Nagy Cili et al. antológiája, Rátkay Endre et al. képciklusaival, az Új Átlók Művészeti Társaság tagjainak alkotásaiból szerk. Kárpáti Kamil; Stádium, Bp., 2000
- Fénylés foglya (2001)
- Kád a parkban. Brüsszeli versek, 2002–2004; Stádium, Bp., 2004
- A részeg erkély (2007)
- A szembenézés gyönyöre. Válogatott és új versek, 1996-2010; Paul Delvaux alkotásaival; Stádium, Bp., 2010
- Álarcodon átüt. Új versek; Stádium, Bp., 2012
- Az örvény középpontja. Versek; Stádium, Bp., 2015
- A derű titka. Versek; Hartung Sándor festményeivel; Stádium, Bp., 2017

## Külső hivatkozások
- Kortárs magyar írók
- Életrajza a Stádium Kiadó honlapján